# Esteban María Laxague
Esteban María Laxague (n. Coronel Pringles, 4 de marzo de 1957) es un sacerdote católico argentino y actual Obispo de la Diócesis de Viedma. 

## Biografía
Monseñor Esteban Maria Laxague nació en Coronel Pringles, provincia de Buenos Aires, el 4 de marzo de 1957. Es hermano del Obispo de Zarate-Campana, Mons. Pedro Maria Laxague.
Fue ordenado sacerdote en la Sociedad Salesiana de Don Bosco el 10 de mayo de 1986 en Bahía Blanca, por Mons. Jorge Mayer, obispo de Santa Rosa. 
Fue elegido obispo de Viedma el 31 de octubre de 2002 por Juan Pablo II. Fue ordenado obispo el 21 de diciembre de 2002 en Viedma por Mons. Marcelo Angiolo Melani SDB, obispo de Neuquén, fueron sus co-consagrantes Mons. Jorge Mayer, ya como arzobispo emérito de Bahía Blanca y Mons. Agustín Radrizzani SDB, obispo de Lomas de Zamora. 
Tomó posesión e inició su ministerio pastoral como quinto obispo de Viedma ese mismo día. En la Conferencia Episcopal Argentina es miembro de la Comisión de Pastoral Penitenciaria y Asesor Nacional para las Comunidades Eclesiales de Base. Es profesor de Filosofía y Pedagogía y Bachiller en Teología. Su lema episcopal es «He aquí que vengo a hacer, oh Dios, tu voluntad».